# Acronicta phaeocosma
Acronicta phaeocosma là một loài bướm đêm trong họ Noctuidae.